# Martin-Baker
A Martin-Baker Aircraft Co. Ltd. é uma fabricante britânica de assentos ejetores e equipamentos de segurança para aviação. 
A origem da empresa foi como fabricante de aeronaves antes de se tornar pioneira no campo de assentos ejetores. 
A sede da empresa fica em Higher Denham, Buckinghamshire, Inglaterra, com outras instalações na França, Itália e Estados Unidos.

## Atuação

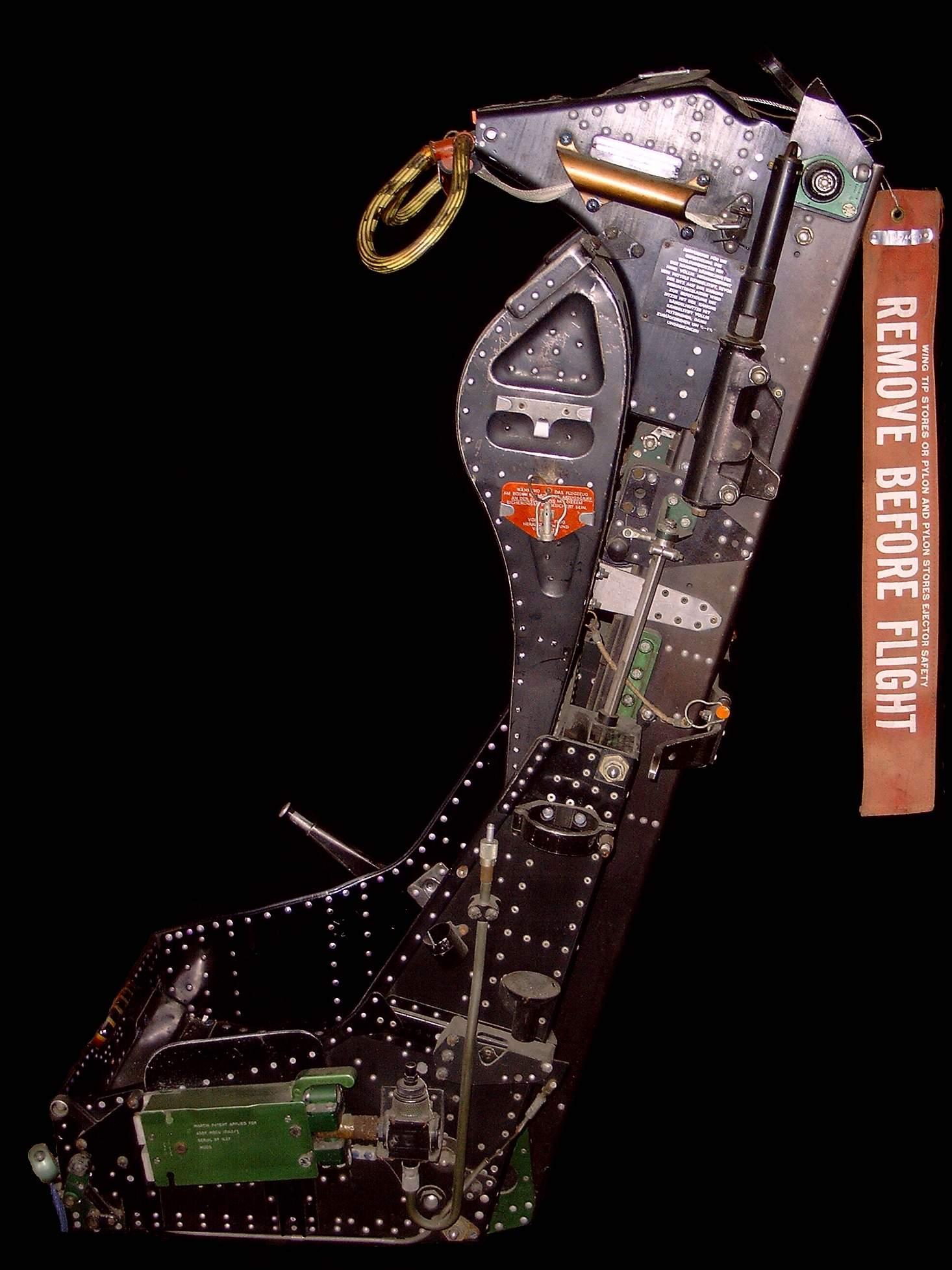
Um assento ejetor MK.GT5 de um Republic F-84F Thunderstreak (1961–1976).

A Martin-Baker fornece assentos de ejeção para 93 forças aéreas em todo o mundo. Os assentos Martin-Baker foram instalados em mais de 200 tipos de asa fixa e rotativa, sendo o mais recente o programa Lockheed Martin F-35 Lightning II.
A Martin-Baker afirmou em 2016 que desde o primeiro teste de ejeção ao vivo em 1945, um total de 7.613 vidas foram salvas pelos assentos de ejeção da empresa.
A Martin-Baker também fabrica o que chama de assentos "resistentes a acidentes" para helicópteros e aeronaves de asa fixa. Em 2012, foram entregues mais de 20.000 assentos de segurança. A empresa Martin-Baker continua como uma empresa familiar, administrada pelos dois filhos gêmeos do falecido Sir James Martin desde o outono de 1979.

## Produtos
- Martin-Baker Mk.1
- Martin-Baker Mk.2
- Martin-Baker Mk.3
- Martin-Baker Mk.4
- Martin-Baker Mk.5
- Martin-Baker Mk.6
- Martin-Baker Mk.7
- Martin-Baker Mk.8
- Martin-Baker Mk.9
- Martin-Baker Mk.10
- Martin-Baker Mk.11
- Martin-Baker Mk.12
- Martin-Baker Mk.14 NACES (SJU-17)
- Martin-Baker Mk.15
- Martin-Baker Mk.16
- Martin-Baker Mk.17